# Nizina Kambodżańska
Nizina Kambodżańska (Równina Kambodżańska) – rozległa nizina w południowej części Półwyspu Indochińskiego, w Kambodży, Laosie i Wietnamie. Zajmuje powierzchnię ok. 200 000 km² i nie wznosi się powyżej 200 m n.p.m. Od zachodu ograniczona jest Górami Kardamonowymi, od wschodu zaś Górami Annamskimi. Obejmuje płaskie, częściowo zabagnione, pokryte osadami aluwialnymi i jeziornymi tereny dolnego biegu rzeki Mekong wraz z jej obszarem deltowym oraz rejon jeziora Tonle Sap. Krajobraz na nizinie został silnie przekształcony przez człowieka. Naturalne lasy podrównikowe zostały zastąpione przez pola i pastwiska. Występują liczne kanały irygacyjne. W regionie prowadzi się uprawy ryżu, kauczukowca oraz palmy kokosowej.